# Angelo Lo Forese
Angelo Lo Forese, vaak ook geschreven als Loforese (Milaan, 27 maart 1920 – aldaar, 14 mei 2020) was een Italiaanse tenor.

## Biografie
Op achttienjarige leeftijd begon hij met zijn muzikale studies, die stopten in 1941 als gevolg van de Tweede Wereldoorlog. Gedurende de oorlog woonde hij in Zwitserland. Na de oorlog keerde hij terug naar Italië en vervolgde zijn studie met tenor Primo Montanari. Hij debuteerde in 1948 als bariton in de rol van Silvio in Pagliacci. In 1950, onder leiding van de bariton Emilio Ghirardini, stapte hij over naar het tenor zangregister. Hij maakte zijn tenordebuut in 1952 als Manrico in Il trovatore. Ook was hij een leerling van Aureliano Pertile.
Tijdens zijn lange carrière zong hij in meer dan 80 opera's, met uitvoeringen in vele theaters in Europa, Amerika en Afrika, alsmede in Japan. Nadat hij zich uit de scene terugtrok werd hij actief in het onderwijs. Op 16 maart 2013, op zijn 93ste, werd aan het Rosetum van Milaan gevierd dat hij 60 jaar actief was. Hij bracht de beroemde cabaletta, "Di quella pira", tweemaal ten gehore.
Domenico Gullo publiceerde in 2013 bij de Società Editrice Dante Alighieri te Rome het boek "Angelo Loforese - Il tenore con la valigia pronta sotto il letto".

## Discografie
- Riccardo Zandonai, Il bacio (live Milaan, 1954), met Lina Pagliughi, Rosetta Noli, Rosetta Papagni, dir. Francesco Molinari-Pradelli - ed. EJS/Lyric distribution
- Riccardo Zandonai, Giulietta e Romeo (live RAI-Milano, 1955), met Anna Maria Rovere, Renato Capecchi, dir. Angelo Questa - ed. EJS
- Giuseppe Verdi, Don Carlo (live in Firenze, 1956), met Cesare Siepi, Ettore Bastianini, Anita Cerquetti, Fedora Barbieri, dir. Antonino Votto - ed. Myto
- Pietro Mascagni, Cavalleria rusticana (live Tokio, 1961-DVD), met Giulietta Simionato, Attilio D'Orazi, dir. Giuseppe Morelli - ed. VAI
- Riccardo Zandonai, Giulietta e Romeo (studio, 1961) met Antonietta Mazza Medici, Mario Zanasi, dir. Loris Gavarini - ed. Cetra
- Ruggero Leoncavallo, Pagliacci (live Faenza, 1968), met Edy Amedeo, Gianni Maffeo, Giuseppe Lamacchia, dir. Franco Ferraris - ed. Fabbri
- Luigi Cherubini, Medea (live Mantova, 1971), met Magda Olivero, Loris Gambelli, Elena Baggiore, dir. Nicola Rescigno - ed. Myto
- Giacomo Meyerbeer, Gli Ugonotti (live Barcelona 1971), met Christiane Eda-Pierre, Enriqueta Tarres, Angeles Chamorro, dir. INO Savini - ed. Opera Lovers